# OGN
OGN（即OnGameNet）是电子游戏网络服务平台OP.GG旗下的一家专职于放送电子游戏和电子竞技赛事相关内容的大韩民国有线电视频道，于2000年7月24日建台。其主/承办的赛事项目有 星际争霸、星际争霸II、英雄联盟和绝地求生等，主/承办过诸如OnGameNet Starleague、Proleague、英雄联盟韩国冠军联赛等的高水准职业联赛。
这个频道是世界上首个24小时职业游戏放送频道，也是世界上首个进行户外电子竞技总决赛、首个进行电子竞技赛事网络直播、首个进行卫星放送电子竞技赛事的频道。如今，电子竞技已经成为了一种新的文化。OGN为电子竞技赛事制作的宣传片（片头）、花絮视频等高水准内容以及将传统体育的垃圾话引入电子竞技并进行正规化制作，也引来国际许多赛事举办方模仿。
频道曾是On-Media下的一个分支频道，在2010年经历企业收购后归属于CJ集团。而后OGN于2022年由OP.GG收购。

## 发展历程

### 早期
1997年，韩国动漫频道Tooniverse播放游戏相关节目《Game Plus》成为有线电视史上第一个制作和播出的游戏节目。1999年和2000年分别举办并放送了StarLeague的前身99职业选手韩国公开赛（99PKO)和Hanaro Starleague，后者是世界上首个电子竞技联赛。Starleague赛事经常能吸引超过5万粉丝，其中被吸引注意的包括星际争霸标志性选手林遥焕 (Boxer)。
2000年2月2日，Tongyang Confectionery的子公司On-Media建立“On Game Network”，并于5月正式启动。
2000年7月24日，相关项目包括《Game Plus》正式拆分出Tooniverse并建立OnGameNet电视台。
2001年9月，“Coca-Cola Starleague”在游戏播放史上首次于露天体育馆进行比赛；11月，实施世界上首个实时播放游戏内容的互联网服务。
2003年3月，Ongamenet开办韩国国内首个以职业战队为单位参加的《星际争霸：母巢之战》比赛“OnGameNet Proleague”。
2004年，Ongamenet举办的星际争霸2SPL决赛现场观众突破10万。
2005年4月，Ongamenet启动DMB卫星播放；12月，Ongamenet专用的龙山电子竞技体育场开馆。
2007年Ongamenet举办地下城与勇士联赛。
此外，《突击风暴》大师联赛也为Ongamenet带来了继StarLeague后的高收视率并广受好评，期间赛事曾被短暂转移给MBC Games，但也许是因为收视率大幅下降或是受到大量批评，最后第五届大师联赛以及新的《突击风暴》超级联赛回到了Ongamenet手中。
随着电子竞技的崛起, 越来越多的国际选手和队伍开始来到韩国参加这些赛事并希望借此提高知名度并与诸如SK telecom T1和kt Rolster的队伍进行签约。韩国也以推广电子竞技而闻名，被认为是电子竞技起源国。
2010年，经过公司业务合并后，Ongamenet正式归属于CJ E&M。

### 2011年
世界电子竞技大赛2011的《英雄联盟》项目开展后，Ongamenet紧随其后开办了《英雄联盟》相关节目《LOL NIGHT SHOW I'm Carry》，并提出了LOL邀请赛方案，展现了对《英雄联盟》的期望。由于当时《星际争霸II》的版权纷争，OGN将目光投向了《英雄联盟》。

### 2012年
2012年1月10日Ongamenet公布了《英雄联盟》合作方案，于20日开启LOL邀请赛；之后正式开启了在韩国的顶级《英雄联盟》赛事OGN The Champions。
年底，地下城与勇士联赛被NEXON取消并重组为Action Tournament，2012-2013冬季赛为第一赛季（但是中国大陆地区的玩家仍习惯将其简称为OGN，尽管已经有很多由OGN制作的赛事项目被简称为OGN了）。

### 2013年
3月，Ongamenet开始测试转换高清电视传输信号，在正式使用前只能在现场以及网络流体验。
10月28日，由Ongamenet和Nexon联合举办的刀塔2超级邀请赛（Dota2 Invitational Super Match）正式开赛。同时还开启了《刀塔2》相关互动节目《Live Battle Dota 2night》
Action Tournament 2013-2014冬季赛是Ongamenet最后一次承办这个赛事系列，2014夏季赛开始这个赛事将由NEXON支持的SPOTV GAMES举办。

### 2014年
英雄联盟2014赛季全球总决赛在韩国进行的赛事均由OGN参与承办。

### 2015年
OGN积极接触如虚荣等的移动电竞。
3月30日，Ongamenet举办第一届《炉石传说》韩国大师赛。
7月24日，Ongamenet迎来15周年并宣布重组、更名为OGN。
12月，OGN以及部分游戏频道因为有大量士兵沉迷观看赛事被韩国军队进行了区域封锁。

### 2016年
OGN部分前辈离开韩国来到中国大陆参与工作，帮助解决电子竞技中遇到的困难以及观众指出的问题。并带去了LCK式的片头制作，获得好评。
4月30日，OGN正式宣布离开伴随了长达10年的龙山电子竞技体育场，移至位于首尔上岩洞数字媒体城的首尔OGN电竞馆，继续领导电子竞技的发展。
8月，OGN在Youtube上开始上传之前未进行上传的StarLeague赛事视频，也许是因为时代久远，视频质量都只达到了480P，并且假赛选手的所有视频（不管任意比赛有无假赛、不管任意比赛的结果如何）也未进行上传。
10月7日，OGN宣布推出《守望先锋》赛事《APEX》,并在之后推出《风暴英雄》超级联赛，《APEX》项目中OGN将增强现实技术正式代入了电子竞技，并在之后的赛事制作中进行了广泛使用。

### 2017年
暴雪娱乐更改《炉石传说》的电子竞技政策，改变了暴雪在全球各地举办的大型赛事的方式。由于两家公司在签订合同时无法找到协议的要点，举办了六届的《炉石传说》韩国大师赛被废除。
6月，OGN宣布与《绝地求生》开发公司Bluehole达成协议制作内容以及联赛。
12月26日，OGN母公司CJ E&M宣布脱离韩国电子竞技协会，之后CJ E&M旗下电子竞技战队CJ Entus宣布更名OGN Entus。 

### 2018年
2018是OGN最为艰难的一年:
- 英雄联盟韩国冠军联赛，因为拳头游戏宣布建立专门的LCK体育场馆并亲自运营转直播，从2019年开始OGN便不会再制作LCK；
- APEX赛事因为暴雪娱乐的《守望先锋》电子竞技计划，被Overwatch Contenders（OC）代替，而OC的直转播权权给了MBC SPORTS +；
- OGN直播的韩国电子竞技项目“BLACK SQUAD”于2018年2月26日终止服务；
- OGN举办的PSS与afreecaTV的APL合并为绝地求生韩国联赛（PKL），而PKL直转播权给了afreecaTV，OGN只获得了次级联赛PKC的制作权和直转播权。

为了填补失去LCK和APEX造成的空洞，OGN在绝地求生上花费了近30亿韩元并专门打造了竞技场，但是结果不尽如意。由OGN制作的《Late Night Live Battle》第四集中，主持人许俊直言“OGN正在倒退”，还提及了已经被取消的节目“Game Plus”以及“‘From Start Till Clear’即将关闭（事实上没有，网友猜测可能是有提起的计划）”的消息，引发网友讨论。虽然事后许俊发声自己只是开玩笑并希望观众不要认真，OGN负责人在听说传闻后还是对许俊进行了传唤，并表示将会进行改善以及改革。
4月开始，OGN不断产出、拓展自己的新内容与节目并上传在官方Youtube上，其中包括《Trouble Maker》、《Honey Sonah的ASMR》、《皇室战争亚洲联赛》、《Romance Tutorial》等。
7月OGN更改标语Game Changer并更改徽标。此外还开展了邀请大学生参加的小游戏竞技节目《The King of Random Game》；发布为知名战队SK telecom T1英雄联盟分部拍摄的纪录片《SKT THE CHASE》。
10月OGN母公司CJ E&M作为绝地求生开发公司Bluehole的北美合作伙伴，为OGN伸出橄榄枝，OGN也宣布将在北美建立美国西部最大的超级竞技场，并同样进行直播以及娱乐内容制作发行业务。
11月韩国王者荣耀职业联赛在OGN电竞馆进行并直播，但由于王者荣耀并没有在韩国正式发行，人气并不高，在Twitch只有30人左右观看，但在中国大陆直播平台拥有26万的热度值。
当电子竞技娱乐活动如雨后春笋般涌现时，OGN举办了Gamedolympic，这个节目中OGN邀请了韩国新老演艺明星参与到电子竞技中去（参赛的明星都已经拥有一定的游戏经验），项目涵盖电脑游戏、主机游戏、街机游戏和VR游戏。
12月承办了堡垒之夜韩国公开赛。

### 2019年
1月14日，OGN发布绝地求生北美联赛（NPL），这是OGN正式进入北美电子竞技市场的标志。其场外技术以及游戏内技术均从韩国继承下来并突破了原先在韩国的PSS场馆（OGN FACEBOOK GAMING竞技场）的限制，不管是增强现实还是OB，从观众到选手都给予了很高的评价。相反的，在韩国国内举办的PKC中也展现了从北美积累的经验技巧，获得了不错的评价，但是在2月出现的部分回合数据错误也得到了批判。
4月，OGN推出OGN Super League（OSL）的附属品牌OSL Futures，项目旨在开发挖掘游戏中的电子竞技。第一阶段公开的项目为铁拳7、刀塔自走棋和Puyo Puyo Champions。
6月25日，OGN承办的Overwatch Contenders（OC）韩国第二赛季正式开始。
8月，OGN疑似参与制作了在首尔举行的2019绝地求生世界杯，理由是赛事过程中使用了PSS时期的背景音乐，并且制作风格相似。
9月5日，第三方媒体报道韩国王者荣耀职业联赛不再由OGN制作播出，而美国OGN将参与制作2019绝地求生全球锦标赛，其中小组赛和半决赛将在OGN超级竞技场举办。

### 2020年
1月8日，OGN主办了以街机为平台的飞镖冠军赛(OGN Darts Championship)。
2月，拳头游戏韩国主办的2020LCK春季赛的韩国国内电视播放权来到了OGN手中，但是并不是直播，而是在比赛结束次日进行重播。
同时，被弃置长达两年的OGN附属Youtube频道OGN Plus也被重组为地下44层开始上传视频，在频道简介中表示“频道订阅每上涨一万人便会移动一层”；2月18日上传的第一部分内容为前英雄联盟职业选手Wolf进行的讲座。
3月14日，OGN Esports的前内容创作项目经理Joanne在推特透露OGN“决定回到韩国，这意味着几乎所有在美国的员工将被解雇”，OGN在美国开辟市场的计划暂时告一段落。
3月31日，绝地求生线上赛事Battleground Weekly Series正式开赛，这个赛事以周为单位分出名次并更新参赛队伍。
5月31日，OGN与暴雪韩国通过感恩节特别活动重新短暂带回《守望先锋》APEX，比赛内容包括了在守望先锋联赛选出的选手对决，以及第二赛季决赛队伍Runaway和Lunatic-Hai的对决。
8月22日，OGN接手的韩国跑跑卡丁车联赛第二季正式开赛。
11月25日，韩国电子竞技记者Kenzi发表推特表示OGN将消失于历史长河，随后韩国出现报道称OGN将在2020年12月31日关台。
12月21日，OGN附属Youtube频道地下44层停止更新。
12月31日，Kenzi发表文章并转发至推特表示OGN不会关台，运作方式将变成倾向于通过CJ Powercast进行转播重播，以最少人力继续维持运作，但几乎没有可能继续举办联赛。

### 2021年
OGN频道以及其官网仍然存在，但除了原来就存在的直播安排计划，只是在进行重播转播，不再播放新的内容。解说员Wolf Schröder于2月8日发布了自己光临OGN场馆的推特并配上人去楼空的场馆内部照片。
5月31日，随着OSL Futures Hyunday N e-Festival的落幕，OGN所有活动都暂停了。
12月20日，有文章指出全球游戏服务平台OP.GG成为OGN的首选投标人。

### 2022年
5月13日，游戏服务平台OP.GG宣布收购OGN，OGN前业务主管通过这次收购重新加入OGN并担任首席执行官，并表示OGN将为此改变其作为内容制作方的定位，转变为在线平台。

## 知名项目

### 星际争霸
Ongamenet Starleague(OSL)是由OnGameNet放送的半年制星际争霸联赛。星际争霸联赛可以追溯到1999年，但是直到2001年才开始有专业的比赛环境。作为韩国历史最悠久的星际争霸职业赛事，Star League被认为是最负盛名的星际争霸赛事。而在第一次OSL中，纪尧姆·帕特里（Grrrr）成为自赛事成立以来第一次也是唯一一次非韩国人赢得个人星际联赛冠军的选手。
从1999年10月到2012年8月，OSL以星际争霸：母巢之战为项目已经举办过34次，2012年6月，暴雪娱乐正式将项目更改为星际争霸2
。

### 英雄联盟
OGN The Champions（简称OGN）是英雄联盟在韩国的最高等级赛事，OGN称“最开始制作OGN赛事的时候其实是一个很冒险的举动”，“由于星际争霸2转播权的关系已经陷入赤字了”。经过了2012年1月的邀请赛后，赛事于2012年3月正式开启，杯赛制，一年中举办春季赛、夏季赛、冬季赛三次，中间插入主要以俱乐部为单位的俱乐部大师赛。随着拳头游戏韩国对赛事掌控的欲望，2015年开始联赛更名英雄联盟韩国冠军联赛（League of Legends Champions Korea，简称LCK），赛制更改为联赛制，并且每个俱乐部只能拥有一支战队参加，此外，还取消了冬季赛和大师赛。而到了2016年，拳头游戏韩国在不告知OGN的情况下与另一家电子竞技频道SPOTV GAMES进行了LCK的赛事分配，引起了OGN的不满。从2016年夏季赛开始，LCK的赛事内容正式由OGN和SPOTV GAMES分配，2017年开始国际赛事（英雄联盟季中冠军赛、英雄联盟全球总决赛、英雄联盟洲际系列赛、英雄联盟全明星赛）的韩国国内直播也会进行分配，2018年赛事进行了标志变更，2019年拳头游戏韩国正式接手LCK。

### 守望先锋
《守望先锋》APEX和其次级联赛挑战者联赛分别于2016年10月7日和8日举行，赛制为循环赛，APEX赛事还邀请了国外队伍。由于暴雪娱乐对《守望先锋》全球赛事格局的更改，OGN在2018年1月5日正式宣布停办已经举办了四届的APEX以及五届的挑战者联赛。2020年5月31日，APEX推出感恩节特别活动重回观众视野，职业战队O2 Blast也表示在2021年APEX有望重回韩国。

### 绝地求生
2018年2月11日，OGN正式举办PSS Beta季，为了应对大逃杀模式带来的大量选手同时上场的处境，OGN在韩国场馆建立了专门的对战厅OGN FACEBOOK GAMING竞技场，允许容纳百位选手上场。2019年1月7日，绝地求生北美职业联赛正式在位于洛杉矶的OGN超级竞技场举办。

## 场馆

### 首尔OGN电竞馆
首尔OGN电竞馆（韩语：서울 OGN e스타디움，英语：Seoul OGN e-STADIUM）位于首尔上岩洞数字媒体城，于2016年4月30日举行了开幕式。内部包含多个竞技场（如主馆GIGA竞技场、分馆OGN FACEBOOK GAMING竞技场），同时电竞馆也是OGN的韩国总部，会有节目直接在馆内进行拍摄。

### OGN超级竞技场
OGN超级竞技场（英语：OGN Super Arena）坐落于洛杉矶，于2018年12月8日正式投入使用，当时举办了OGN在北美举办的第一个赛事OGN Supermatch:Alpha。场馆专为大逃杀模式设计，是一个35,000平方英尺的工作室，也是OGN在美国的总部。MOBA电竞、移动电竞也同样适用。该竞技场为世界上第一个建造了三面LED屏幕和5.1Ch环绕声系统的竞技场，并提供了极佳的身临其境的体验和观看设施，例如剧院座位，贵宾区和游戏体验区。

## 相关人员
更新日期：2020年3月4日
| 主持人   | 主持人   | 主持人 | 主持人 | 主持人 | 主持人 |  |
| -------- | -------- | ------ | ------ | ------ | ------ |  |
| 全鏞埈   | 정소림   | 朴相賢 | 이동진 | 김의중 | 오성균 |  |
| 评论员   |          |        |        |        |        |  |
| 英雄联盟 | 金东俊   | 李鉉雨 |        |        |        |  |
| 星际争霸 | 金正珉   |        |        |        |        |  |
| 炉石传说 | 金正珉   | 朴泰珉 | 이임혁 |        |        |  |
| 守望先锋 | 金正珉   | 장지수 | 정준   | 황규형 |        |  |
| 坦克世界 | 정준     |        |        |        |        |  |
| 剑灵     | 김재학   | 오성균 | 金正珉 |        |        |  |
| 虚荣     | 朴龍旭   | 朴泰珉 |        |        |        |  |
| 风暴英雄 | 金正珉   | 서형욱 | 신정민 | 정우서 |        |  |
| 绝地求生 | 全鏞埈   | 金正珉 | 고수진 | 신정민 |        |  |
| 播音员   |          |        |        |        |        |  |
| 권이슬   | 조은나래 | 趙銀政 | 문규리 | 강민지 | 정다영 |  |
| 최시은   | 박서휘   |        |        |        |        |  |

- 其中可能包含自由职业者

## 频道标语
| 开始时间       | 标语内容                            | 结束时间       |
| -------------- | ----------------------------------- | -------------- |
| 2000年7月24日  | 가지고 노는 TV（玩转TV）            | 2006年12月31日 |
| 2007年1月1日   | E스포츠의 중심（电竞中心）          | 2009年12月31日 |
| 2010年1月1日   | P.L.A.Y                             | 2010年7月31日  |
| 2010年8月1日   | It's Just a GAME                    | 2010年10月31日 |
| 2010年11月1日  | SMART 'n GAME                       | 2011年7月31日  |
| 2011年8月1日   | SMART 'n GAME Level up              | 2012年10月18日 |
| 2012年10月19日 | ORIGIN & FUTURE                     | 2013年8月4日   |
| 2013年8月5日   | e-Sport to e-Culture                | 2018年7月23日  |
| 2018年7月24日  | GAME CHANGER                        | ( )            |
| 2020年1月1日   | 파티모집 OGN팟!（派对召集 OGN趴！） | ( )            |

## 争议

### 过度明星营销和不中立言行
在《星际争霸》时代，Ongamenet就被质疑暗中推动ElkY选手成名，为其临时改变规则或是无视禁赛令。
在《英雄联盟韩国冠军联赛》中，评论席解说被认为有意打造某个队伍中的明星选手。《英雄联盟》是一款团队游戏，每位选手有自己的英雄和职责，但是评论席解说仍会强行挑选一位看似游戏中表现最好的选手进行吹捧：
- Azubu Blaze的Cpt Jack选手被评论席解说认为是当时队伍的王牌选手，但是更多观众以及专业人士认为“Cpt Jack虽然的确是名强力的选手，但队伍的王牌选手应该是Ambition”；
- 由于CJ Entus是OGN母公司所管理的队伍，并且队内有多名明星选手存在，比赛中的解说评论被认为有失偏颇（偏向CJ Entus），也导致了在CJ Entus被降级至次级联赛时，许多对这些不中立言行不满的观众“幸灾乐祸”；
- 2015年4月11日，GE Tigers对战SK telecom T1的决赛中，疑似为了推动造星，外加父母当时在现场进行了赛事观看，在SK telecom T1获得冠军后，赛事方将FMVP颁发给了当时表现低迷的Faker选手，这个举动被认为令人无语且荒谬。而这之后OGN还推出了名为《罗纳尔多 X Faker》的纪录片，可以看出其欲推动的主体并非SK telecom T1战队而是Faker选手本人，类似的问题似乎并没有获得解决。
- CJ Entus时期的Bdd选手在首秀前在排位赛中为人熟知，人们期待他是第二个Faker。在他的LCK首秀，面对Kongdoo Monster的第三局中，他选出了成名英雄劫，虽然那场比赛获得了胜利，但是对他来说他在游戏里的表现并不是最好的，然而那场比赛的MVP却仍然给到了他，令人不解，连Bdd本人都在赛后的MVP采访环节中表示“非常抱歉拿到这个MVP”。之后OGN通过《Weekly LCK》也详细说明了MVP选择的流程。

《绝地求生》PSS赛事中，观众举报KSV Esports的Benz选手在《守望先锋》等的其他游戏中进行了违法代练，粉丝和观众希望对其进行禁赛处罚，也许是考虑到对赛事收视率以及票房的影响，OGN想把职业赛事前在其他游戏所作的事情进行小事化处理，一直拖延时间，这种态度最终被粉丝批评。最后，Benz选手被处罚一年内禁止参与《绝地求生》PSS赛事以及其他任何OGN主办的赛事。

### 过度推广LCK中的特定队伍
OGN似乎对SK telecom T1的英雄联盟分部过于偏爱。
在OGN推出的帮助观众了解LCK历史的《Weekly LCK》中，2014赛季时期的Samsung战队几乎没有被提及，即使在“以SK telecom T1作为对手”为主题时，提及的几乎都是SK telecom T1获胜的结局。2013年的MVP时期和2015年的新Samsung时期均被提及，唯独忽略了2014年对SK telecom T1进行碾压的Samsung战队。同样被忽略的还有在各方面都是SK telecom T1的竞争对手的kt Rolster，以及在以基地水晶为主题时，SK telecom T1对战Jin Air Greenwings所创下的94分钟的比赛时间记录。
其他类似的问题还包括在播放SK telecom T1相关高光时刻时，对Pawn选手和Crown选手的不尊重。对Crown选手发生的事情OGN已经作出了道歉。
事实上，类似的推广在《星际争霸》时代就已经存在，导致除了SK telecom T1以及kt Rolster以外的队伍很难获得人气，而缺少人气的结果便是容易被忽视。
也有观众认为这是因为韩国电子竞技协会的影响，这个影响从协会第一任主席为SK电讯相关人员开始影响至今。

### 节目编排不合理
自2018年以来，OGN的节目多样性问题已经很严重，包括《Game Plus》在内的非赛事类节目逐渐减少几乎都要消失了，而其余时间均被Mnet和tvN的转播占据。从CJ E&M退出职业战队以及KeSPA开始，随着游戏公司赛事直营时代的来临以及网络频道的内容多样化，电视频道的优势一直在逐渐减弱，慢慢出现了一种氛围，即“是不是该废除频道并转型呢，毕竟是从早期2000年便建立的公司”。

### 忽视其他游戏频道
《星际争霸》Ongamenet StarLeague在介绍队员时常常会忽略其他游戏频道所举办的诸如GhemTV StarLeague、iTV排名战等的相关赛事数据，只是简单的在网络上提及，其中部分赛事是观众认为与Ongamenet StarLeague拥有相同水准的赛事。这与其他游戏频道产生了鲜明对比，afreecaTV、和SPOTV GAMES直播SSL时均会展示StarLeague和MSL的相关数据，而OGN在邀请以往《星际争霸1》的明星选手时均遗漏了MSL相关数据。此后，Ongamenet与MBC Games为了统一职业联赛签订协议，在两家电视台不仅展示了各自的联赛，还展示了第三方联赛的职业生涯，为配合阿瓦隆2019MSL决赛日程，还曾出现将原定于周六举行的2009StarLeague决赛调整到周日的事情。